# Vandaag is genoeg
Vandaag is genoeg is een hoorspel van Lynne Reid Banks. Het werd vertaald door Marianne Colijn en door de NCRV uitgezonden op maandag 29 maart 1965, als laatste programma in de thema-serie Ten tijde van de avond, waarin stem werd gegeven aan denken en doen van oudere mensen. De geciteerde dichtregels kwamen uit Die Weise von Liebe und Tod des Cornets Christoph Rilke van Rainer Maria Rilke. Marijke Ferguson verzorgde de improvisaties op hakkebord en organino. De regisseur was Ab van Eyk. Het hoorspel duurde 35 minuten.

## Rolbezetting
- Els Buitendijk (Tamara)
- Rolien Numan (Laura)
- Louis de Bree (Thomas)
- Donald de Marcas (mannenstem)
- Joke Hagelen (vrouwenstem)

## Inhoud
Twee oude mensen, een man en een vrouw die uit Oost-Duitsland zijn gevlucht, worden opgenomen door Tamara, een jonge, gescheiden vrouw die zelf psychisch min of meer ontworteld is. De oude man heeft zich niet neergelegd bij de bittere realiteit dat hij van huis en hof verjaagd is. In de aftakeling van zijn oude dag die heden en verleden nauwelijks meer kan ontwarren, waant hij zich telkens nog thuis op zijn landgoed. Die rusteloosheid drijft hem langzaam naar een zielige dood in volkomen verstandsverbijstering. Zijn vrouw verpleegt hem liefdevol en berustend, geholpen door Tamara die het echtpaar uit onberedeneerde menselijkheid in huis heeft gehaald. Voor haar betekent deze menslievende daad uiteindelijk een loutering…